# Рыжов, Никита Семёнович
Ники́та Семёнович Рыжо́в (26 мая [8 июня] 1907, дер. Филиппково, Калужская губерния — 12 апреля 1996, Москва) — советский государственный деятель, дипломат.

## Биография
Член ВКП(б) (1928). Окончил три курса Московского текстильного института (1932) и Московскую промышленную академию (1940).
- В 1924—1929 годах — ткач, помощник мастера, мастер, заместитель заведующего ткацким производством на ткацкой фабрике.
- В 1929—1932 годах — студент Московского текстильного института.
- В 1932—1934 годах — заместитель директора Всесоюзной школы помощников мастеров и директоров наркомата лёгкой промышленности СССР.
- В 1934—1935 годах — уполномоченный по приёмке оборудования треста «Туркстрой» (Москва).
- В 1935—1936 годах — заместитель главного инженера текстильного комбината треста «Туркстрой».
- В 1936—1937 годах — управляющий Одесской конторой треста «Туркстрой».
- В 1937—1938 годах — начальник планового отдела Экспортстроя наркомата тяжёлой промышленности СССР.
- В 1938—1940 годах — слушатель Московской промышленной академии.
- В 1940—1941 годах — директор Павлово-Покровской прядильно-ткацкой фабрики (Павловский Посад).
- В 1941 году — директор Ташкентского текстильного комбината.
- В 1941—1942 годах — секретарь Ташкентского областного комитета КП(б) Узбекистана.
- В 1942—1944 годах — директор Ташкентского текстильного комбината.
- В 1944—1949 годах — народный комиссар (с 1946 — министр) текстильной промышленности РСФСР.
- В 1949—1950 годах — министр лёгкой промышленности РСФСР.
- В 1950—1953 годах — 1-й заместитель министра лёгкой промышленности СССР.
- С марта по август 1953 года — 1-й заместитель министра лёгкой и пищевой промышленности СССР.
- В 1953—1954 годах — 1-й заместитель министра промышленности товаров широкого потребления СССР.
- В 1954—1955 годах — министр промышленности товаров широкого потребления СССР.
- В 1955—1956 годах — министр текстильной промышленности СССР.
- В 1956—1957 годах — министр лёгкой промышленности СССР.
- С 24 февраля 1957 по 19 мая 1966 года — чрезвычайный и полномочный посол СССР в Турции.
- С 21 мая 1966 по 21 февраля 1980 года — чрезвычайный и полномочный посол СССР в Италии.
- В 1980—1986 годах — заместитель министра иностранных дел СССР, член Коллегии МИД СССР.
- В 1983—1986 годах — член Комиссии Президиума Совета Министров СССР по внешнеэкономическим вопросам.

Член Центральной ревизионной комиссии КПСС (1966—1986).
Похоронен на Кунцевском кладбище.

## Награды
- 2 ордена Ленина (31 декабря 1966; 7 июня 1977).
- Орден Октябрьской Революции (25 августа 1971).
- 3 ордена Трудового Красного Знамени (1944; 1958; 10 июня 1982).
- Медали.

## Дипломатический ранг
- Чрезвычайный и полномочный посол.